# Coen Niesten

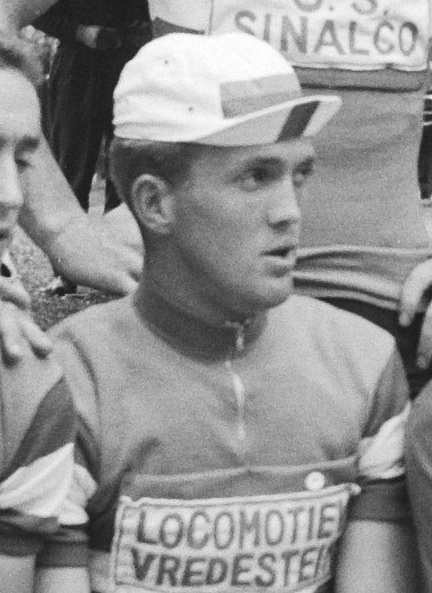
Coen Niesten 1960

Coen Niesten (* 30. August 1938 in Beverwijk; † 23. Oktober 2024) war ein niederländischer Radrennfahrer.

## Sportliche Laufbahn
Als Amateur siegte er unter anderem 1956 in der Ronde van Overijssel, 1957 in der Ronde van Gelderland. 1959 wurde er Berufsfahrer im Radsportteam Locomotief-Vredestein. Er war bis 1963 als Profi aktiv. In seiner ersten Profi-Saison wurde er Zweiter im Rennen Paris–Tours hinter Rik Van Looy und siegte in einigen Kriterien. Er fuhr die Tour de France 1960 und 1961 für die Nationalmannschaft der Niederlande und schied in beiden Rundfahrten aus.
Im Rennen der Straßenradsport-Weltmeisterschaften 1959 wurde er auf dem 8. Platz klassiert, 1962 schied er vorzeitig aus.